# Patagioenas subvinacea
Patagioenas subvinacea là một loài chim trong họ Columbidae.